# حزب الفيدرالية الوطني
حزب الفيدرالية الوطني (بالإنجليزية: National Federation Party)‏ هو حزب سياسي فيجي، أسس في نوفمبر 1968، يقع مقره في سوفا.

## أعضاء بارزون
- كود سباركل
- تحديث القائمة

- Kele Leawere
- Jai Ram Reddy
- ناريندرا أرجون
- A. D. Patel
- Farouk Janeman
- هاريش شارما
- نور دين
- Prem Singh
- Raman Pratap Singh
- S. M. Koya